# Гвенон на Дент
Гвенон на Дент още Мона на Дент (Cercopithecus denti) е вид бозайник от семейство Коткоподобни маймуни (Cercopithecidae).

## Разпространение
Видът е разпространен в Демократична република Конго, Република Конго, Руанда, западна Уганда и Централноафриканската република.